# Капкан для шакалов
«Капкан для шакалов» — советский художественный фильм, снятый режиссёром Мукадасом Махмудовым в 1985 году на киностудии «Таджикфильм».
В советском прокате фильм посмотрели 20 миллионов 700 тысяч зрителей.

## Краткое содержание
Расследуя одно убийство, сотрудник милиции выходит на артиста цирка, у которого есть план потайной пещеры. Ходит немало слухов, что в двадцатые годы в той пещере были спрятаны ценности курбаши Гаиб-бека.

## В ролях
| Актёр                                             | Роль                                              |
| ------------------------------------------------- | ------------------------------------------------- |
| Нурулло Абдуллаев                                 | следователь, майор милиции Фарид Ахмедович Азизов |
| Андрей Подошьян (озвучивал Алексей Золотницкий)   | Акбар Рахманов                                    |
| Юнус Юсупов (озвучивал Владимир Ферапонтов)       | капитан милиции Шухрат Ахмадов                    |
| Алла Рензяева                                     | Таджиниссо Рахманова                              |
| Вадим Михеенко (озвучивал Алексей Золотницкий)    | Фархад Баратов                                    |
| Александр (Алишер) Ходжаев                        | капитан милиции Халилов                           |
| Али Мухаммад (Мухаммад-Али Махмадов)              | Джалол Мадалиев                                   |
| Валерий Фидаров                                   | Ибронов                                           |
| Исо Абдурашидов                                   | участковый, старший лейтенант милиции Абдуллаев   |
| Элгуджа Бурдули                                   | Гаиб-бек                                          |
| Эдильбек Чокубаев (озвучивал Владимир Ферапонтов) | Саттар Маликов                                    |
| Константин Бутаев                                 | Юсуф Багиров                                      |
| Максуд (Максудшо) Иматшоев                        | Али                                               |
| Курбан Шарипов                                    | Хафиз-ака                                         |

## Съёмочная группа
- Автор сценария: Владимир Акимов
- Режиссёр: Мукадас Махмудов
- Операторы: Окил Хамидов, Аврам Абрамов
- Композитор: Толиб-хон Шахиди
- Художник: Абдусалом Абдуллаев
- Звукооператор: С. Кудратова

## Фестивали и награды
- 1986 — 19-й Всесоюзный кинофестиваль (Алма-Ата) в программе художественных фильмов: Диплом «За мастерство исполнения трюков» в фильме «Капкан для шакалов» — Усен Кудайбергенов[2]